# Юнацька збірна Німеччини з футболу (U-20)
Юнацька збірна Німеччини з футболу (U-20) — національна футбольна збірна Німеччини, що складається із гравців віком до 20 років. Керівництво командою здійснює Німецький футбольний союз.
Команда скликається для участі у Молодіжному чемпіонаті світу, якщо відповідну кваліфікацію долає юнацька збірна U-19, а також може брати участь у товариських і регіональних змаганнях.

## Виступи на чемпіонатах світу U-20

### Як ФРН
| Рік    | Результат          | І                  | В                  | Н                  | П                  | Г+                 | Г-                 |                    |
| ------ | ------------------ | ------------------ | ------------------ | ------------------ | ------------------ | ------------------ | ------------------ | ------------------ |
| 1977   | не кваліфікувалася | не кваліфікувалася | не кваліфікувалася | не кваліфікувалася | не кваліфікувалася | не кваліфікувалася | не кваліфікувалася | не кваліфікувалася |
| 1979   | не кваліфікувалася | не кваліфікувалася | не кваліфікувалася | не кваліфікувалася | не кваліфікувалася | не кваліфікувалася | не кваліфікувалася | не кваліфікувалася |
| 1981   | переможець         | 6                  | 5                  | 0                  | 1                  | 12                 | 4                  |                    |
| 1983   | не кваліфікувалася | не кваліфікувалася | не кваліфікувалася | не кваліфікувалася | не кваліфікувалася | не кваліфікувалася | не кваліфікувалася | не кваліфікувалася |
| 1985   | не кваліфікувалася | не кваліфікувалася | не кваліфікувалася | не кваліфікувалася | не кваліфікувалася | не кваліфікувалася | не кваліфікувалася | не кваліфікувалася |
| 1987   | віце-чемпіон       | 6                  | 4                  | 2                  | 0                  | 14                 | 3                  |                    |
| 1989   | не кваліфікувалася | не кваліфікувалася | не кваліфікувалася | не кваліфікувалася | не кваліфікувалася | не кваліфікувалася | не кваліфікувалася | не кваліфікувалася |
| 1991   | не кваліфікувалася | не кваліфікувалася | не кваліфікувалася | не кваліфікувалася | не кваліфікувалася | не кваліфікувалася | не кваліфікувалася | не кваліфікувалася |
| Усього | 1 перемога         | 12                 | 9                  | 2                  | 1                  | 26                 | 7                  |                    |

### Як Німеччина
| Рік    | Результат          | І                  | В                  | Н                  | П                  | Г+                 | Г-                 |                    |
| ------ | ------------------ | ------------------ | ------------------ | ------------------ | ------------------ | ------------------ | ------------------ | ------------------ |
| 1993   | груповий етап      | 3                  | 1                  | 1                  | 1                  | 4                  | 4                  |                    |
| 1995   | груповий етап      | 3                  | 0                  | 2                  | 1                  | 3                  | 4                  |                    |
| 1997   | не кваліфікувалася | не кваліфікувалася | не кваліфікувалася | не кваліфікувалася | не кваліфікувалася | не кваліфікувалася | не кваліфікувалася | не кваліфікувалася |
| 1999   | груповий етап      | 3                  | 1                  | 0                  | 2                  | 5                  | 4                  |                    |
| 2001   | 1/8 фіналу         | 4                  | 2                  | 0                  | 2                  | 9                  | 6                  |                    |
| 2003   | груповий етап      | 3                  | 1                  | 0                  | 2                  | 3                  | 5                  |                    |
| 2005   | чвертьфінали       | 5                  | 2                  | 1                  | 2                  | 6                  | 5                  |                    |
| 2007   | не кваліфікувалася | не кваліфікувалася | не кваліфікувалася | не кваліфікувалася | не кваліфікувалася | не кваліфікувалася | не кваліфікувалася | не кваліфікувалася |
| 2009   | чвертьфінали       | 5                  | 3                  | 1                  | 1                  | 11                 | 5                  |                    |
| 2011   | не кваліфікувалася | не кваліфікувалася | не кваліфікувалася | не кваліфікувалася | не кваліфікувалася | не кваліфікувалася | не кваліфікувалася | не кваліфікувалася |
| 2013   | не кваліфікувалася | не кваліфікувалася | не кваліфікувалася | не кваліфікувалася | не кваліфікувалася | не кваліфікувалася | не кваліфікувалася | не кваліфікувалася |
| 2015   | чвертьфінали       | 5                  | 4                  | 1                  | 0                  | 18                 | 3                  |                    |
| 2017   | 1/8 фіналу         | 4                  | 1                  | 1                  | 2                  | 6                  | 8                  |                    |
| 2019   | не кваліфікувалася | не кваліфікувалася | не кваліфікувалася | не кваліфікувалася | не кваліфікувалася | не кваліфікувалася | не кваліфікувалася | не кваліфікувалася |
| 2021   | не визначено       | не визначено       | не визначено       | не визначено       | не визначено       | не визначено       | не визначено       | не визначено       |
| Усього | 9/15               | 35                 | 15                 | 7                  | 13                 | 65                 | 44                 |                    |